# Arville (Sena y Marne)
Arville es una comuna francesa situada en el departamento de Sena y Marne, en la regiön de Isla de Francia.

## Demografía
| 164 | 145 | 120 | 117 | 117 | 121 | 124 |
| Para los censos de 1962 a 1999 la población legal corresponde a la población sin duplicidades (Fuente: INSEE [Consultar]) |     |     |     |     |     |     |